# Getting Better
"Getting Better" é uma canção dos Beatles composta por Paul McCartney, com colaboração substancial de John Lennon na letra. É creditada a dupla Lennon-McCartney, e foi lançada no álbum Sgt. Pepper's Lonely Hearts Club Band de 1967. A gravação teve início em 9 de março de 1967, e concluída em 23 de março de 1967. Dura 2’47”.

## A criação
Paul McCartney criou a canção baseado em uma frase repetida pelo baterista Jimmy Nicol.
Um dia antes  da turnê mundial dos Beatles com início marcado para  4 de junho de 1964, Ringo Starr teve uma crise de amigdalite e teve de ser internado em caráter emergencial. Sem tempo hábil para suspender as apresentações, Brian Epstein procurou um substituto, apesar da resistência dos membros da banda que achavam melhor cancelar as apresentações. Por sugestão de George Martin, contrataram um baterista de estúdio chamado Jimmy Nicol, de 24 anos. Em uma tarde, ele teve de aprender a tocar as músicas que o quarteto apresentava ao vivo. Durante as apresentações, Paul e John perguntavam a Nicol se as coisas estavam bem. A resposta inváriável era sempre "It's getting better!" (Está melhorando!). Durante um ensaio no estúdio Abbey Road, Paul relembrou da frase e teve a ideia de criar uma canção em cima dela. Há uma outra versão que diz que durante um passeio de Paul com Martha, seu cão, e Hunter Davies ele se referiu ao tempo pronunciando a frase e, em seguida, comentando que ela era muito usado por Nicol durante a turnê com os Beatles.
John Lennon colaborou com algumas frase, e em certos trechos da canção, após o refrão "A little better all the time",  replica "It can't get more worse!", o que de certa forma vai contra o clima otimista da música.

## Os músicos
- Paul McCartney: duplo vocal, baixo e palmas.
- John Lennon: backing vocals, guitarra rítmica e palmas.
- George Harrison:  backing vocals, guitarra solo, tambura e palmas.
- Ringo Starr: bateria, congas e palmas.
- George Martin: Piano e pianet.